# Relation entre science et religion
 (novembre 2016).
- Si vous ne connaissez pas le sujet, laissez ce bandeau (vous pouvez alors contacter les auteurs).
- Si vous supprimez le contenu mis en cause (vous pouvez préalablement contacter les auteurs),

argumentez précisément cette suppression dans la page de discussion
(un manque de référence n'est pas un argument ; une recherche réelle de référence doit avoir été effectuée, être formellement documentée).
 (novembre 2016).
Améliorez-le ou discutez des points à vérifier. 

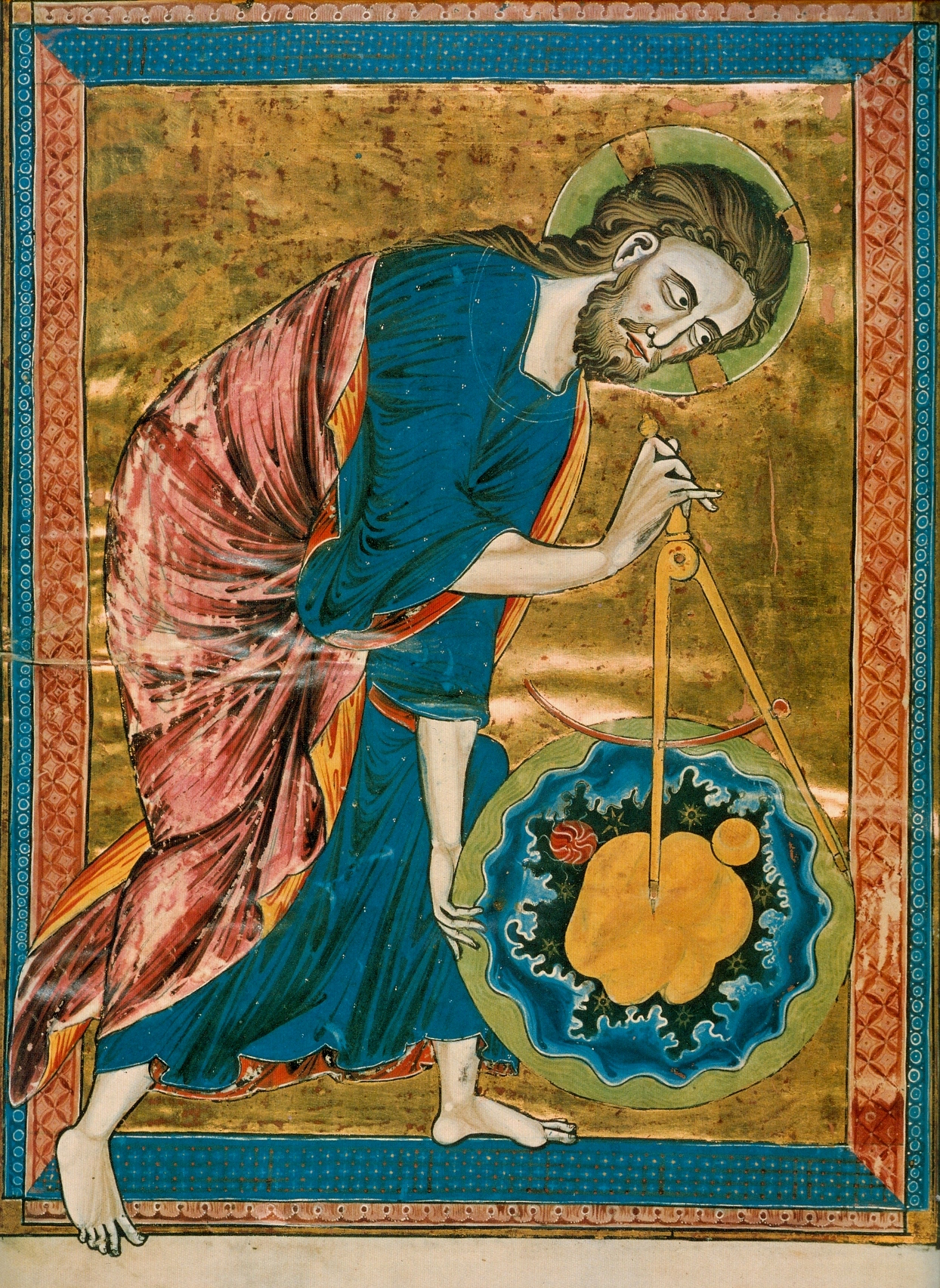
Dans la pensée médiévale, la science, la géométrie et l'astronomie étaient directement liées au divin. Le compas dans ce manuscrit du XIIIe siècle symbolise la création. Bible moralisée de Vienne 2554, f.1v.

La relation entre science et religion est un sujet abordé depuis l'Antiquité dans de nombreux champs d'investigation, dont la philosophie des sciences, la théologie, l'histoire des sciences et l'histoire des religions. La philosophie de la religion peut être tout d’abord une phénoménologie qui se contente de décrire l’intentionnalité religieuse, d’en dégager le sens. Les points de vue sont variables, notamment en fonction des époques, des cultures et des régions ; certains voient une harmonie entre science et religion, d'autres des domaines séparés avec peu d'interactions et d'autres encore y voient une incompatibilité et un conflit fondamental entre la foi fondée sur des croyances et la science fondée sur des faits et ouverte à la critique. Par exemple, le fondamentalisme chrétien se situe à l'opposé des grandes traditions des Églises chrétiennes. Il promeut une vision concordiste de la science avec la religion, ou encore il nie les données de la science pour donner préséance aux croyances de ses groupes.
Notons d'emblée la profonde difficulté d'assimiler des savoirs hétéroclites à des corpus de savoirs cohérents, ou encore de vastes conceptions systémiques et classificatoires à la science moderne que nous connaissons. C'est la méthode scientifique et la méthode expérimentale dont les prémisses sont définis en termes de « savoir » dans la philosophie des lumières avec la publication de la première Encyclopédie ou Dictionnaire raisonné des sciences, des arts et des métiers. Toutefois le savoir d'un temps peut être in extenso qualifié de science. La remarque s'applique aussi à la religion qui a profondément évolué tant dans ses rituels que dans ses conceptions et croyances.
Par l'intermédiaire des traductions et des commentaires des philosophes musulmans comme Avicenne et Averroès mais aussi et surtout par de nombreux transferts culturels venus de l'Empire byzantin orthodoxe, l'œuvre d'Aristote est parvenue en Occident et a nourri la pensée médiévale. Ainsi, parce qu'au XIIIe siècle, les clercs ont adopté une partie de cet héritage antique et que les arts libéraux exploitent une fraction des savoirs pour justifier leurs rapides réalisations techniques, Thomas d'Aquin tente de concilier par une grande synthèse systémique la philosophie de la nature aristotélicienne et la foi révélée. La philosophie médiévale a transmis ces fondements intellectuels du savoir que sont les philosophies des grands auteurs de l'Antiquité.

## Foi et science moderne

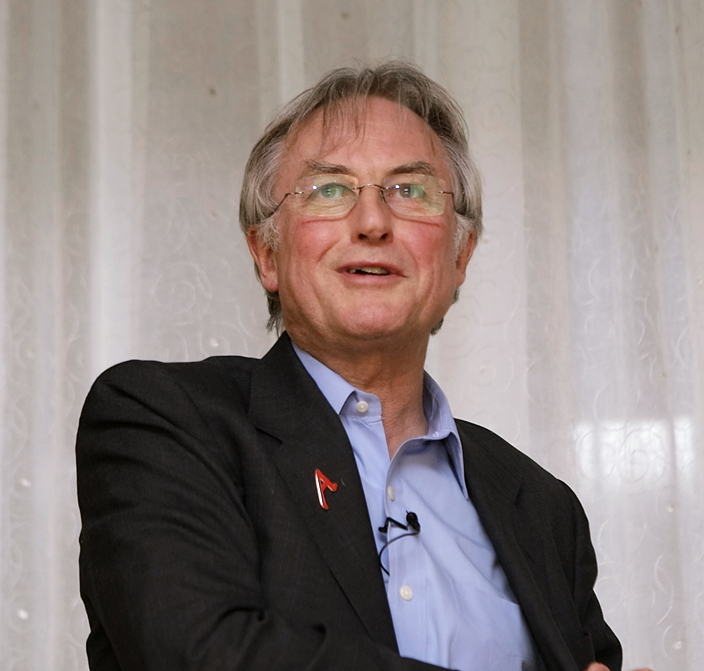
Selon Richard Dawkins, « la science n'est pas seulement corrosive envers la religion, la religion est corrosive envers la science. Elle enseigne aux gens à se satisfaire de pseudo-explications surnaturelles et triviales et les aveugle au sujet des explications merveilleuses et réelles que nous avons à portée. Elle leur apprend à accepter l'autorité, la révélation et la foi au lieu de toujours mettre l'accent sur les preuves. »

Les relations entre science et foi ont ensuite donné lieu à des débats métaphysiques, depuis le XVIIe siècle jusqu’à nos jours.
Pour le catholicisme, la relation entre la foi et la raison est développée dans l'encyclique Fides et Ratio (1998). Les positions positivistes, qui refusent l'existence d'une connaissance religieuse, y sont notamment critiquées : 
« Le scientisme est un autre danger qu'il faut prendre en considération. Cette conception philosophique se refuse à admettre comme valables des formes de connaissance différentes de celles qui sont le propre des sciences positives, renvoyant au domaine de la pure imagination la connaissance religieuse et théologique, aussi bien que le savoir éthique et esthétique. Antérieurement, cette idée s'exprimait à travers le positivisme et le néo-positivisme, qui considéraient comme dépourvues de sens les affirmations de caractère métaphysique. La critique épistémologique a discrédité cette position, mais voici qu'elle renaît sous les traits nouveaux du scientisme ».
Certaines religions ont formé un clergé à composante scientifique, qui est toujours estimé au cours du XXe siècle. Elles peuvent aussi disposer d'universités, de centres de recherche, comme l'Académie pontificale des sciences, et d'outils de recherche, comme l'Observatoire du Vatican. Le sujet des rapports entre la science et la religion a inspiré à Bertrand Russell l'essai Science et Religion, comprenant un chapitre examinant si la science est elle-même superstitieuse.
Les connaissances ont progressé également en Occident dans plusieurs monastères, notamment durant l'époque carolingienne en France et jusqu'au XIe siècle, mais aussi dans les écoles épiscopales, tel Chartres. La redécouverte, en occident, de pans entiers de la philosophie grecque, par les échanges avec d'autres civilisations, et la traduction de nombreux manuscrits antiques, entre 1120 et 1190, a permis de diffuser ces textes dans tout le monde occidental. Aristote notamment est reconnu, tout le long du Moyen Âge, comme le « philosophe » par excellence. On avait conservé en occident divers écrits (sa « vieille logique », par exemple, à travers Boèce, au début du VIe siècle, qui stimule le développement de la dialectique au XIIe siècle). Ces ouvrages scientifiques et métaphysiques sont redécouverts au XIIIe siècle et inspirent saint Thomas d'Aquin ou Albert le Grand, pour bâtir une philosophie chrétienne. Des savants juifs (Maïmonide) et musulmans (tel Averroès, dont les commentaires de l’œuvre d'Aristote sont lus dans l'Occident chrétien) se sont joints aux chrétiens dans cette tâche, mouvement à l'origine de la Renaissance du XIIe siècle. La critique de ces mêmes textes, au nom de l'observation et de l'expérimentation, s'ensuivra (voir par exemple Roger Bacon).
L'astrophysicien Hubert Reeves considère que même si « on a longtemps pensé que la science allait chasser la fonction religieuse, c'était une erreur. » À ce sujet, deux conceptions s'opposent :
1. Science et religion n'abordent pas les mêmes questions : La science décrit les phénomènes, les mécanismes, les principes auxquels nous sommes soumis, en un mot le «comment» de l'existence. Cependant, les limites de la science actuelle sont bien réelles, comme le met en évidence Pierre Karli de l'Académie des sciences : « notre soif de signification et d'espérance n'est pas prise en compte par la science, car on ne sait pas l'introduire dans les équations ! ». En revanche, tout comme la philosophie et l'art de leur côté, la foi s'intéresse aux questions existentielles concernant le sens de la vie, la présence de l'au-delà, l'existence de Dieu, la relation des hommes avec lui, et s'oriente donc sur le « pourquoi » de l'existence.
2. L'autre thèse est celle de la continuité des connaissances[8].

## Évolution de la relation entre science et religion jusqu'auXVIesiècle

### Antiquité tardive

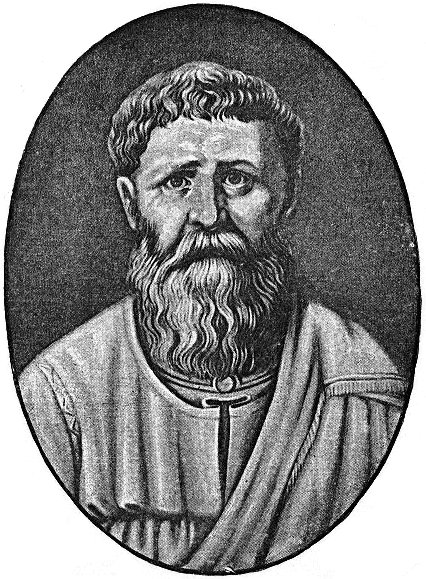
Augustin d'Hippone

Augustin d'Hippone (354-430) ne fut pas un scientifique mais il influença fortement le développement de la pensée scientifique occidentale par ses conceptions philosophiques[réf. nécessaire]. Au début du Moyen Âge, la science était prise entre deux grands courants théologiques. Le premier prônait l'étude unique de la question du salut, la science ne pouvant que nuire aux âmes chrétiennes. Le second courant enseignait que l'étude du monde apprend à reconnaître et à respecter la grandeur de son Créateur. Augustin défendit ardemment cette idée. Pour lui, la science avait un rôle à jouer dans la religion chrétienne. Il développa la théorie divine du savoir selon laquelle l'univers, expression de la volonté divine, ne pouvait qu'être bon, et son étude renforcer la foi.

### Moyen Âge
Des religions ont encouragé le développement de la recherche de savoirs, comme ce fut le cas de l'islam entre le IXe et le XVe siècle, qui le fit d'ailleurs pour des raisons religieuses (voir Sciences et techniques islamiques), en profitant très largement de l'apport des civilisations soumises par l'Islam (perse, chaldéenne, byzantine et indienne, entre autres).
Averroès (1126-1198) consacre toute sa vie à l'œuvre d'Aristote. Il cherche à en retrouver le sens originel en la débarrassant de toutes les interprétations faites jusque-là. Il se l'approprie avec assez de pénétration et de puissance pour construire un système qui porte sa marque personnelle. C'est à la question de l'origine des êtres qu'il s'intéresse le plus. Selon lui, Aristote prétend que rien ne vient du néant et que ni la forme ni la matière ne sont créées. Le mouvement serait éternel et continu : c'est la doctrine de l'éternité de la matière[réf. nécessaire]. Il distingue en l'homme l'intellect passif et l'intellect actif. Celui-ci se situerait au-delà de l'individu : il lui serait supérieur, antérieur, extérieur car il serait immortel. L'immortalité serait un attribut de l'espèce et non de l'individu. Cette distinction conduit Averroès à séparer radicalement raison et foi, les lumières de la Révélation n'étant accessibles qu'à l'intellect actif.

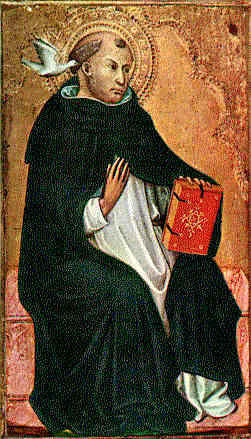
Saint Thomas d'Aquin

Thomas d'Aquin (1225-1274), en revanche, cherchera à les réconcilier, fondant la théologie comme science rationnelle. Ces doctrines philosophiques soulèveront des débats passionnés dans le monde chrétien et trouveront presque autant de disciples que d'opposants. La tendance à séparer la raison et la foi comme relevant de deux ordres de vérité distincts risquait de ruiner les efforts de ceux qui voulaient au contraire concilier, à travers Aristote, le savoir profane et la foi révélée[réf. nécessaire]. Les principes d'Averroès considérés comme dangereux seront finalement condamnés par l'Église en 1240, puis en 1513 soulignant l'influence considérable du philosophe arabe en Occident, notamment dans les écoles médiévales. Condamné en son temps par la religion musulmane qui lui reproche de déformer les préceptes de la foi, Averroès doit fuir, se cacher, vivre dans la clandestinité et la pauvreté, jusqu'à ce qu'il soit rappelé à Marrakech, où il meurt, réhabilité, en 1198.
Il est mêlé en 1268, à une controverse autour de l'aristotélisme opposant les partisans de la philosophie de Saint Augustin aux averroïstes. Les premiers se sentent menacés par les seconds qui prônent l'indépendance de la philosophie vis-à-vis de la révélation. Au cœur du débat, Thomas d'Aquin soutient alors une position intermédiaire qui lie foi et raison. Pour lui, le savoir repose à la fois sur des vérités de foi et des vérités de l'expérience, les unes plus que les autres suivant que le sujet d'examen concerne le spirituel ou le matériel. Par ailleurs, les chrétiens, selon lui, n'ont pas à craindre la philosophie païenne car toute étude de la Nature est une étude de l'œuvre de Dieu. Toutefois, malgré sa position modérée, Thomas d'Aquin est condamné en même temps que les averroïstes. Appelé en 1272 à Naples pour y créer un studium, il meurt deux ans plus tard. En 1277, les maîtres de Paris, alors la plus haute juridiction théologique de l'Église, le condamnent à nouveau pour certains de ses écrits. Mais très vite après cet épisode, on commence à prendre conscience de la valeur des efforts déployés par Thomas d'Aquin pour réconcilier la science grecque et l'orthodoxie chrétienne. Il sera canonisé dès 1323.
C'est à Thomas d'Aquin, et d'une façon générale à la philosophie médiévale, que l'on doit les fondements intellectuels du savoir occidental et notamment du savoir théologique. Notons que, ironie du sort, l'esprit conciliateur du vaste système du petit maître, qui lui avait exigé tant de labeurs, d'astuce et de maîtrise intellectuelles, est stigmatisé par 17 arguments légers et méprisants de contestateurs chrétiens. En balayant cette synthèse finalement contraignante entre lois divines et antiques lois naturelles, ces juges sévères ouvrent sans le savoir la voie à d'autres formes de pensée scolastique, privilégiant la logique, la simplicité et une quête de liberté par une recherche. Parmi les disciplines qui en émergent au terme d'une lente maturation pluriséculaire, la devotio moderna, le designo, la grammaire humaniste, mais aussi la science à commencer par la logique, les mathématiques et la physique.

### LeXVIesiècle: Copernic et la fin du géocentrisme
On l'a vu, le géocentrisme régnait donc en maître sur la pensée scientifique depuis l'Antiquité. Cependant la possibilité de l'héliocentrisme est déjà évoquée, avant Copernic. Celui-ci cite abondamment ces auteurs, mais aussi les scientifiques en faveur du géocentrisme : comme le rappelle son disciple Rheticus,

« C'est en suivant Platon et les Pythagoriciens, les plus grands mathématiciens de cet âge divin, qu'il pensa que pour déterminer la cause des phénomènes, un mouvement circulaire devait être attribué à la terre sphérique. »

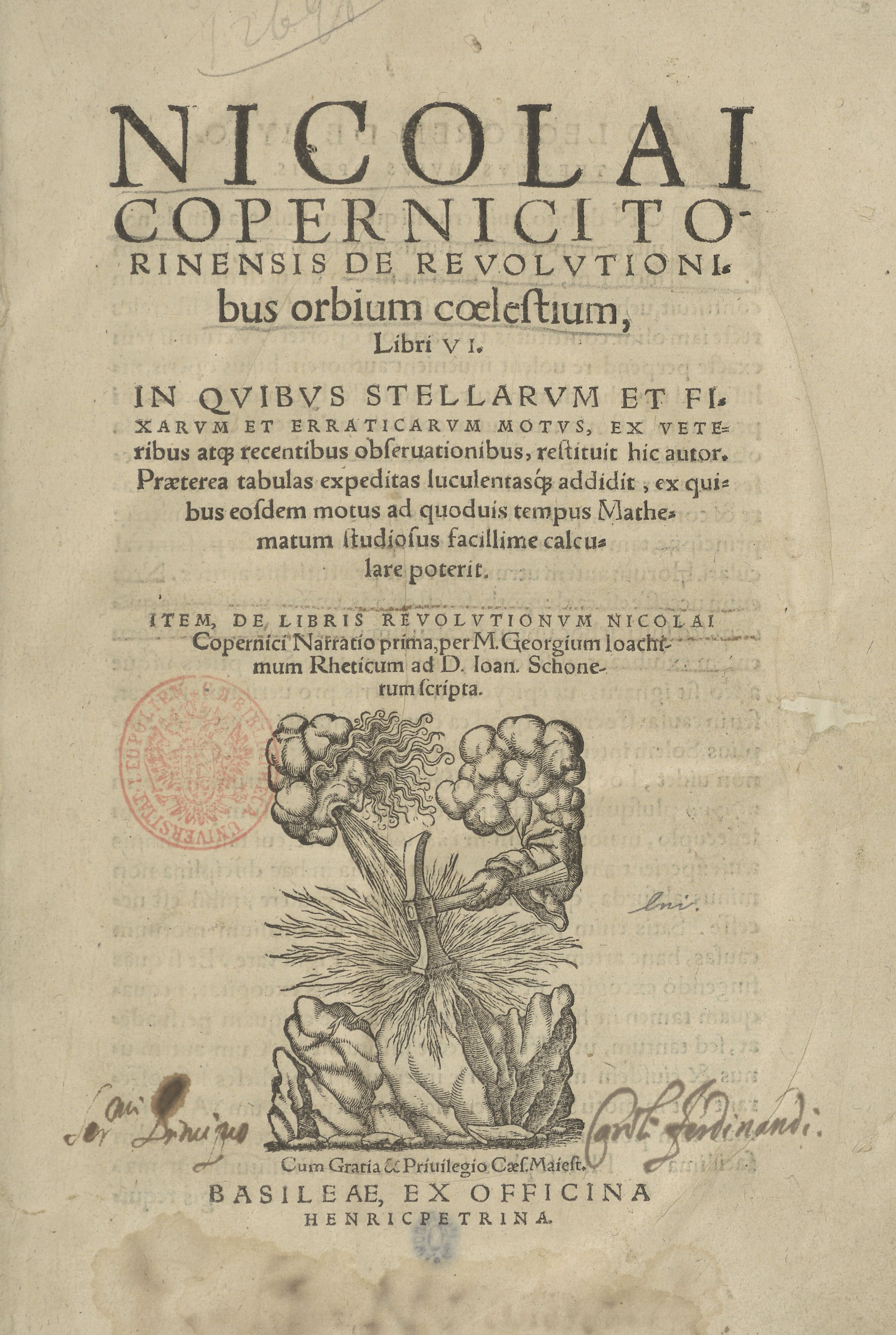
Couverture de De revolutionibus Orbium Coelestium (partie VI, Bâle édition Heinrich Petri).

 Le pape Paul III, qui veut réformer le calendrier, lui confie une étude des planètes et du soleil afin de vérifier la théorie de Claude Ptolémée, un géographe grec du IIe siècle qui affirme que la Terre est située au centre de l'univers, le soleil et les planètes tournant autour d'elle. Prudent, car craignant les foudres de la communauté scientifique de l'époque, Copernic publie ses conclusions dans De revolutionibus orbium coelestium, en affirmant qu'il ne s'agit que d'un modèle pour décrire l'Univers. Son travail passe alors inaperçu. Ce n'est que plus tard, qu'il contribue à ce qu'on a appelé, à juste titre, puisqu'elle bouleversa les conceptions ancrées dans la pensée des savants de l'époque, la révolution copernicienne.
Se basant sur les travaux de Nicolas Copernic et Nicolas de Cuse, Giordano Bruno (1548-1600), ancien dominicain, établit de manière philosophique radicale[pas clair] la proposition d'un Univers infini, peuplé d'une quantité innombrable de mondes identiques au nôtre. Accusé d'hérésie, Giordano Bruno, ne voulant pas désavouer sa conception philosophique panthéiste, est condamné par le tribunal de l'Inquisition à être remis au bras séculier qui l'aurait brûlé vif à Rome en 1600 après huit années de procès[réf. obsolète]

## Évolution depuis la naissance de la science moderne

### XVIIesiècle
Il est arrivé dans l'histoire de la physique naissante, et de certaines autres sciences, que les résultats obtenus entrent en conflit avec les autorités publiques et religieuses. Celles-ci s'accordent en effet sur un ensemble de croyances qui, en général, incluent une représentation du monde, un ordre de l'univers et une classification parfois dogmatique de ses composantes.
Le prototype de ce problème est, au XVIIe siècle, la controverse ptoléméo-copernicienne, et la condamnation de Galilée en 1633. Notons que Galilée n'est pas condamné sur sa conception du mouvement, mais pour sa référence explicite à l'écrit du chanoine et astronome polonais Nicolas Copernic. L'acceptation du jugement par Galilée est un acte de sagesse et de respect. En effet, ses travaux libres étant financés sur le long terme par l'Église catholique romaine, il ne voulait pas mettre dans l'embarras ses dignes protecteurs et mécènes.
En 1632 et 1633 a lieu le procès de Galilée, en raison de la publication d'un ouvrage rhétorique et dialectique favorable à l'héliocentrisme (le dialogue sur les deux grands systèmes du monde). Ce procès marque la séparation entre l'ancien et le nouveau en matière de sciences. C'est une rupture entre la science et la religion, qui mène à un développement prodigieux de la science. L'Academia dei Lincei, dont faisait partie Galilée, était une société savante qui interdisait de mêler politique ou religion à la science. Lors de son procès, on lui opposa, entre autres, une citation biblique où Josué s'adressait au soleil pour lui demander d'arrêter sa course.
Galilée espérait convaincre le pape. Urbain VIII, qui s'était pourtant opposé à la mise à l'Index de Copernic en 1616, décida de livrer Galilée au tribunal de l'Inquisition, et commua immédiatement sa peine en assignation à résidence. Les juges refusèrent de regarder dans la lunette. Le procès portait principalement sur la preuve que Galilée avait désobéi à une injonction du Saint-Office lui interdisant de discuter des thèses coperniciennes hérétiques.
Ces controverses sur l'interprétation des passages cosmologiques de la Bible qui laissaient entendre à l'époque que l'univers était géocentrique, eurent des conséquences considérables sur les relations entre la science et la foi.
En novembre 1633, Descartes apprit la condamnation de Galilée. C'est la raison pour laquelle, en 1634, recevant de son ami Beeckman un exemplaire du dialogue sur les deux grands systèmes du monde, l'ouvrage de Galilée qui lui avait valu sa condamnation, Descartes décida de ne pas publier son ouvrage : le traité du monde et de la lumière. Ce traité ne fut publié qu'en 1664, après la mort de Descartes. Celui-ci prit alors la décision d'écrire le Discours de la méthode, qui fut publié en 1637, et qui, avec les autres ouvrages philosophiques de Descartes, marque une rupture avec la tradition scolastique.
Galilée n'en a pas perdu la foi, car la science qui naît à l'aube du siècle classique est l'héritière de la liberté chrétienne et d'une forme de logique scolastique développée depuis Guillaume d'Ockham contre l'esprit de système aristotélicien, y compris la belle tentative d'accord entre physis antique et christianisme de Thomas d'Aquin.
Aussi la fraction des pionniers des sciences en Europe, eux-mêmes sincèrement croyants quelle que soit leur confession, ont appris la prudence envers les autorités. Dans un premier temps, certains premiers scientifiques du XVIIe siècle réagissent par la prudence en ne publiant pas ou en rejetant avec une force encore plus grande la philosophie première de la première scolastique, en partie basée sur la métaphysique d'Aristote qui influence les autorités : c'est le cas d'un Descartes dans ses Méditations sur la philosophie première.
Nombreux ont été les physiciens qui étaient ou bien très religieux, ou bien ordonnés eux-mêmes. Par exemple, Nicolas Copernic était moine, Edme Mariotte était prêtre et Georges Lemaître abbé. L'explication tient sans doute au fait que les religieux prébendés et lettrés pouvaient s'adonner librement à la recherche. Les jésuites précocement versés dans les études mathématiques et physiques ont formé dans leur collège pléthore d'excellents physiciens avant d'être expulsés du grand royaume.

### XVIIIesiècle
Le mouvement de rejet de l'héliocentrisme par la religion chrétienne — plus particulièrement par l'Église catholique, placée sous l'Inquisition — est stigmatisé par les philosophes partisans au siècle des Lumières du projet encyclopédique. L'un des enjeux de ce problème réside en ce que certains passages de la Bible — par exemple, le psaume 93 (92) sur Dieu, roi de l'univers — que l'on pourrait qualifier de « cosmologiques », étaient rédigés dans un sens géocentrique, ou à tout le moins ambigu, de sorte que, pris à la lettre, ils entraient en conflit avec les théories de la physique définies par Galilée, Kepler et Newton.
Dans ses Philosophiae naturalis principia mathémathica de 1713, Newton défend la thèse d'après laquelle la création du monde, tout comme sa structure et son devenir, peuvent s'expliquer par des causes mécaniques, l'ordre du monde étant garanti par Dieu. L'argument avancé par Newton était de nature double : (1) il était a posteriori, procédant d'une constatation de l'ordre naturel, de la régularité (lois) des phénomènes naturels ; (2) et analogique, introduisant une similitude entre l'ordre du monde et celui de la pensée (les productions rationnelles de l'homme). De fait, un tel argument amenait nécessairement à la thèse selon laquelle le système du monde ne peut être que le produit d'une intention ou d'un dessein divin.
En réalité, l'Église catholique romaine prend conscience de la science newtonienne et autorise la théorie de l'héliocentrisme dès le XVIIIe siècle, réhabilitant implicitement Galilée, ce qui passe relativement inaperçu au siècle des Lumières. Le pape Benoît XIV fait donner l'imprimatur aux œuvres de Galilée en 1741, et lève l'index sur la théorie héliocentrique en 1757. Ces mesures, ainsi que les hommages rendus à Galilée par les papes modernes, constituent implicitement une réhabilitation de Galilée par l'Église catholique. L'Église révisa le principe des études bibliques aux XIXe et XXe siècles. Le pape Jean-Paul II nomma en 1981 une commission chargée d'étudier la controverse ptoléméo-copernicienne. Cette commission remit ses conclusions en 1992.
La révolution copernicienne est le passage de la représentation géocentrique à la représentation héliocentrique aux XVIIe et XVIIIe siècles.
Dès la fin du XVIIIe siècle, la plupart de ceux d'origine modeste qui veulent étudier ou enseigner n'ont d'autres choix que de devenir religieux[pertinence contestée].
Dans un domaine qui sera désigné bien après 1804 sous le nom de biologie, le XVIIIe siècle est aussi une période de controverses intenses entre les tenants de l'épigenèse et l'Église catholique qui défend la théorie de la préformation, en raison de la doctrine de la préexistence et de l’emboîtement des germes[réf. nécessaire] : Dieu étant le créateur de toute chose, il a, dès le commencement, créé tous les animaux, toutes les plantes et tous les hommes amenés à peupler le monde jusqu'à la fin des temps. Les enfants à naître existent donc déjà, ils sont logés totalement formés mais à l'état microscopique dans leurs géniteurs, et eux-mêmes dans cet état microscopique abritent leurs enfants, qui abritent eux la génération suivante, etc.
Les Lumières à la fois frivoles et agonisantes vers 1780 laissent la place à un retour du religieux et surtout de la conscience du devoir civique et de la vertu morale et exemplaire[réf. nécessaire]

### XIXesiècle.

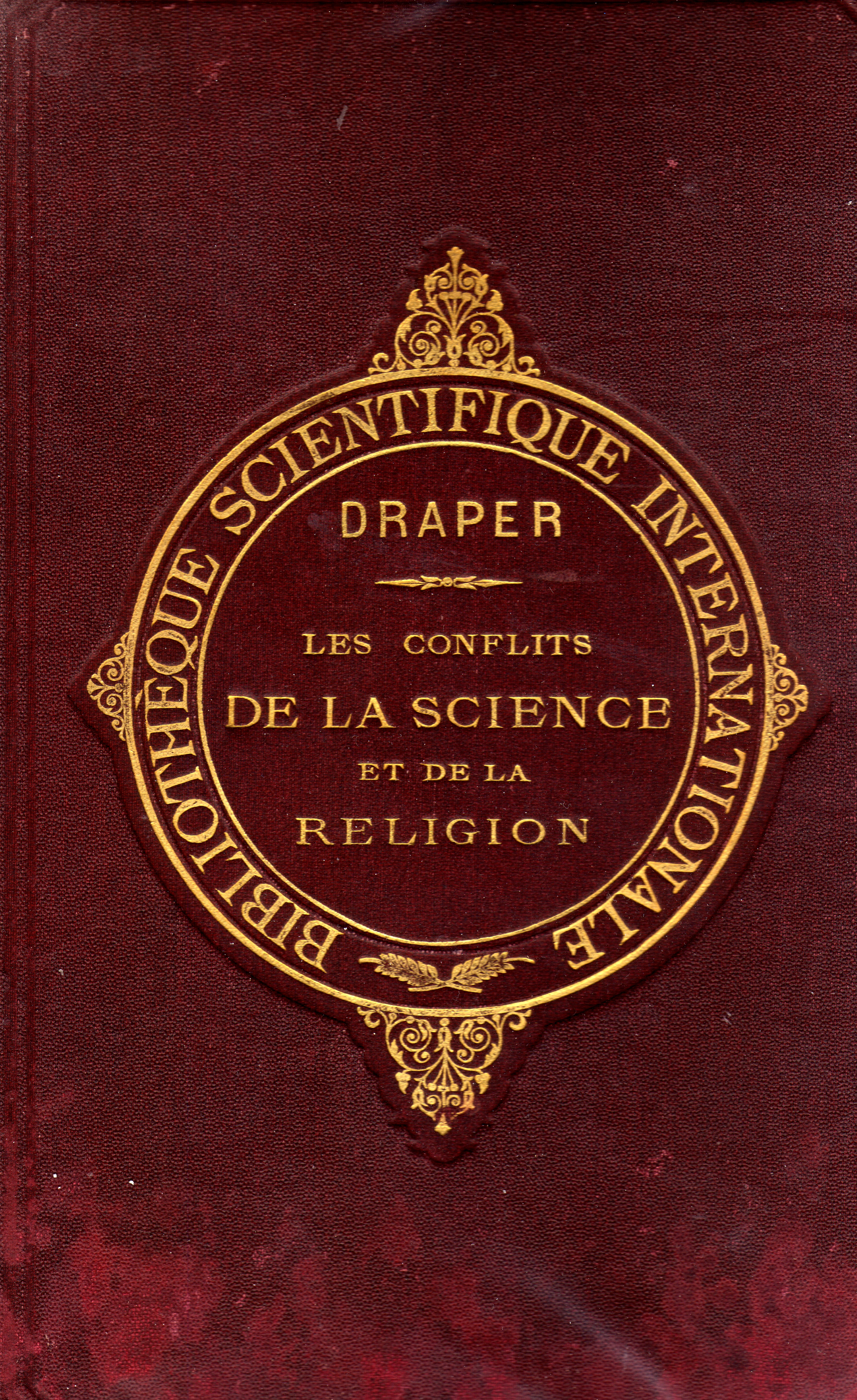
Couverture d'un livre de J. W. Draper, professeur à l'Université de New York (1903).

La situation commence à se clarifier au XIXe siècle. Une fois passée la déchristianisation profonde sous la Révolution française, l'encadrement des autorités civiles et chrétiennes se réorganisent sous une forme conservatrice, parfois non exempte de haine envers les anciens libres penseurs supposés fauteurs des troubles et dérives révolutionnaires. Les différents chrétiens, protestants et catholiques, se rendent compte que la controverse engage deux démarches mettant en jeu :
- l'exégèse : il faut revenir aux textes d'origine en grec ou hébreu
- l'herméneutique : il faut revenir à des règles d'interprétation qui ne soient pas que littérales[16].

Ceci conduit à des encycliques sur l'étude des textes bibliques par Léon XIII, puis Pie XII, définissant les rapports entre la science et la religion, puis à des traductions canoniques de la Bible à partir du XXe siècle (Bible de Jérusalem). Après deux siècles où il n'y eut que trois traductions de la Bible en français, le XIXe siècle fournit ainsi 19 traductions de la Bible en français, et le XXe siècle, 22 traductions. Ces multiples adaptations parfois très conservatrices ont-elles conduit à un rapprochement ou un éloignement entre science et religion ? La science acquise de longue date est sans doute mieux acceptée, mais les avancées de la science suscitent souvent un rejet.
En 1859 quand éclate la controverse entre Louis Pasteur et Félix-Archimède Pouchet, auteur de « Hétérogénie ou Traité de la génération spontanée », l'Église rejette la théorie de la génération spontanée qu'elle associe au matérialisme athée.
L'affranchissement de l'exégèse de la lecture littérale de la Bible se traduit dans les années 1860 par la tenue de congrès scientifiques catholiques promus par Maurice d'Hulst mais cette expérience est vite étouffée par les autorités religieuses qui imposent au début du XXe siècle une sévère réaction anti-scientifique.

#### Idées positivistes

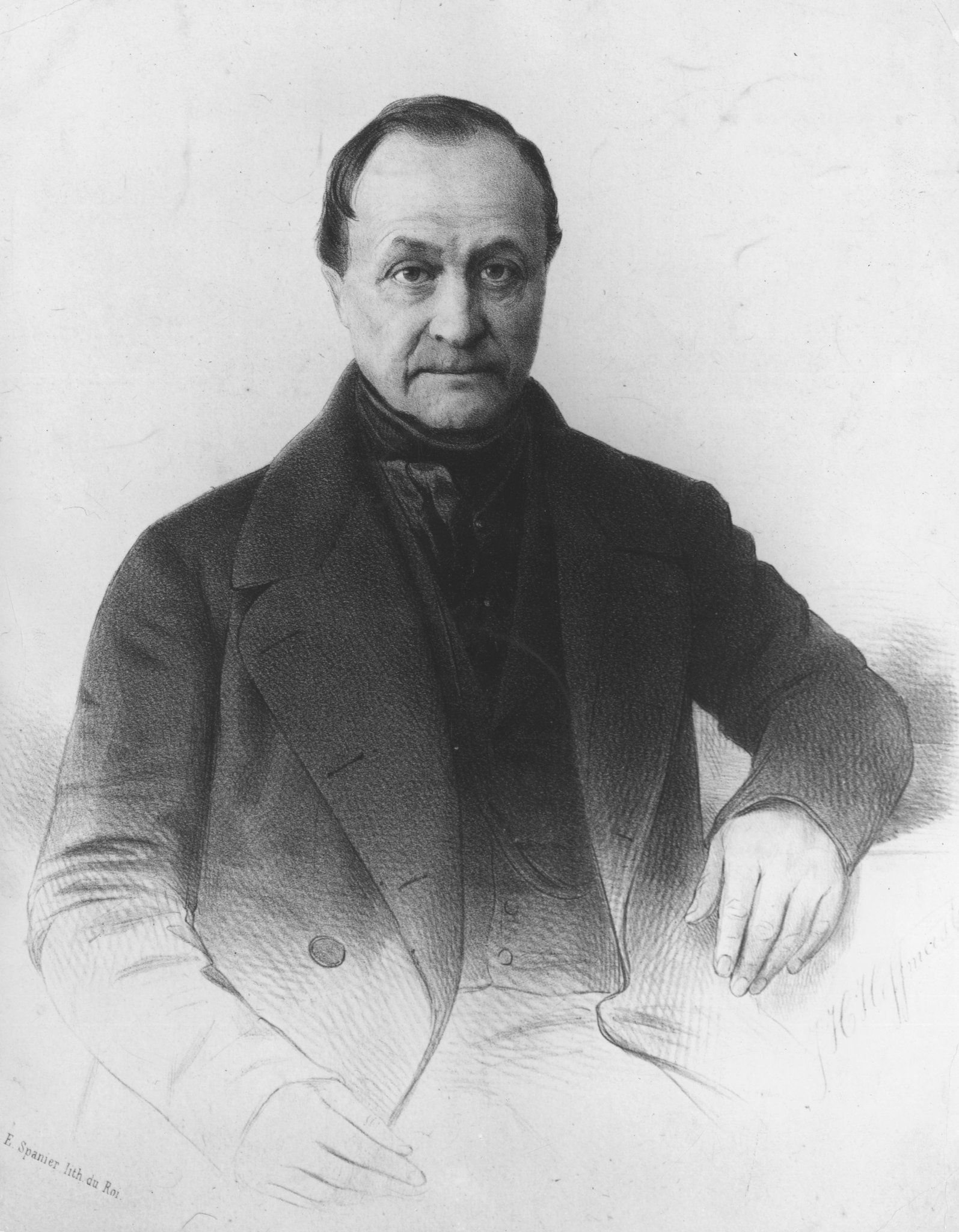
Auguste Comte : D'abord spontanée, puis inspirée, et ensuite révélée, la religion devient enfin démontrée.

Auguste Comte (1798-1857) s'inspire de Roger Bacon, Descartes, Monge, Condorcet, et ouvre, à son domicile, un cours de philosophie lors duquel il expose sa loi des trois états de l'esprit humain, qu'il compare aux stades de l'évolution de l'Homme : théologique, ou fictif, dans sa jeunesse ; métaphysique, ou abstrait, dans son adolescence ; et positif dans sa maturité, qui devient l'âge de la science. Ce dernier état recherche le « comment » des choses et non le « pourquoi », car la nature des choses, l'absolu, l'explication universelle de la nature sont des utopies qui relèvent de la métaphysique et ne doivent pas être recherchés : Comte rejette la cause première, et cherche à expliquer les phénomènes par des lois exprimables en langage mathématique. L'approche scientifique selon Comte permet de dévoiler le réel et de décrire les lois de la nature en vue d'une destination pratique, utile, pour l'action, par opposition à la connaissance pour la connaissance. La philosophie a pour but d'unifier la connaissance et d'en faire la synthèse face à la dispersion des disciplines qui constitue un danger pour la science.

#### Réception des théories de Darwin

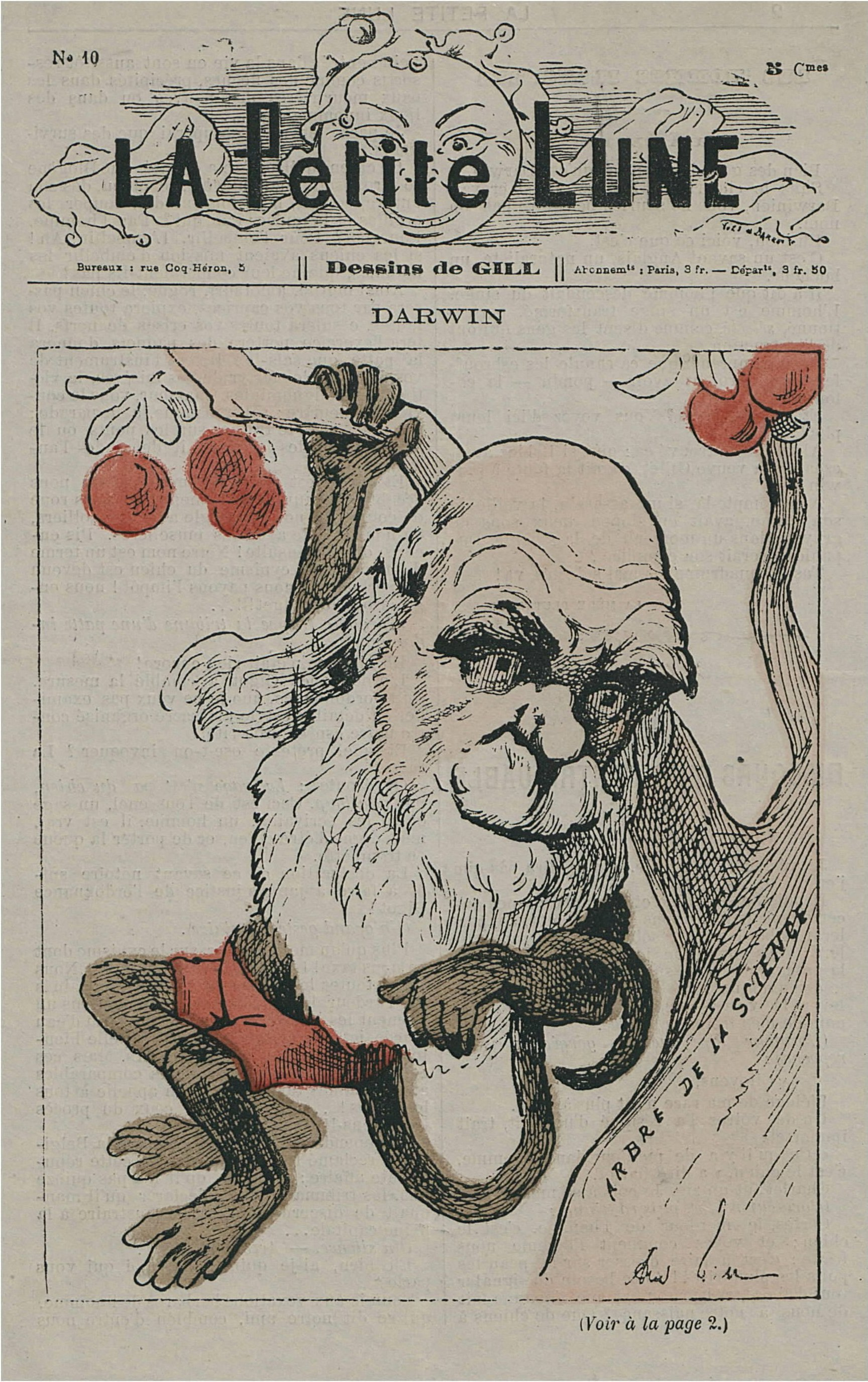
Caricature satirique, couverture de La Petite Lune

Darwin fut conscient du caractère révolutionnaire de sa pensée. Cela le fit hésiter aussi bien vis-à-vis des autorités scientifiques que des autorités religieuses. La parution de son œuvre maîtresse en 1859 : L'Origine des espèces (en anglais On the Origin of Species by means of Natural Selection), provoqua des réactions passionnées bien que Darwin n'ait pas cherché à être particulièrement provocateur. En effet, il cite le Créateur dans la conclusion de son ouvrage, à partir de la seconde édition.
En 1860, les scientifiques Joseph Dalton Hooker et Thomas Henry Huxley qui défendent la thèse scientifique de Darwin, débattent face à l'évêque d'Oxford Samuel Wilberforce qui défendait une thèse fixiste conforme à l'orthodoxie anglicane. Durant sa conférence, ce dernier fait allusion à l'idée que l'homme descend du singe, alors que Darwin n'aborde pas cette question dans L'Origine des espèces ; Wilberforce avait donc en tête la thèse de Jean-Baptiste Lamarck qui, dans son ouvrage où il expose la première théorie scientifique de l'évolution, sa Philosophie zoologique (1809), avait déjà avancé cette idée - sans alors provoquer de scandale. Ce n'est que plus tard que Darwin s'exprime clairement sur les origines de l'homme avec The Descent of Man, and Selection in Relation to Sex, alors que quasiment tous les naturalistes s'étaient déjà exprimés sur ce sujet depuis les années 1860 (et parmi les premiers Hooker lui-même). Bien que les notes de ses carnets indiquent de nettes options matérialistes dès 1837, il ne se déclare agnostique qu'en 1876.
Les réactions de l'Église aux théories de Darwin sont d'abord hostiles avant de devenir positives à la fin du XIXe siècle avec des théologiens « darwiniens » comme le père dominicain Marie-Dalmace Leroy (1828-1905), John Augustine Zahm, Geremia Bonomelli (en), John Hedley (en) ou Raffaello Caverni (it).

#### Position des Églises auXIXesiècle
La crise moderniste est due au succès de l'exégèse historico-critique lancée par les chercheurs et théologiens protestants
Dans l'impératif hérétique, Peter L. Berger écrit en 1979 que « le protestantisme se confronte de manière innée à la modernité en cela qu'il a suscité un courant de théologiens qui se sont retournés contre leurs propres Écritures ». Cette hardiesse critique a suscité des succès en Europe avec la laïcité et des revers aux États-Unis avec la création du fondamentalisme protestant qui s'élève à la fois contre l'infaillibilité pontificale et contre l'exégèse scientifique…
Pie IX distinguait vraie science et fausse science ; la vraie est celle qui se conforme à l'infaillible révélation divine, « étoile » qui doit guider le scientifique et "lumière" qui "aide à se préserver des écueils et des erreurs". La science fut accusée de propager l'athéisme et le matérialisme[réf. nécessaire].
Léon XIII, successeur de Pie IX, renouvela les études bibliques par l'encyclique Providentissimus Deus. Cependant, la situation théologique n'évolua guère sur le terrain. La prédication à Notre Dame[Quoi ?] reste ferme : le catholique possède la "science suprême" ; il « ne craint rien de la fausse science, parce que toujours elle est confondue ; rien de la vraie science, parce que toujours elle tombe d'accord avec la vérité. »

### XXesiècle
Pie X allait entreprendre un combat contre le modernisme et en rester à l'enseignement traditionnel des séminaires où dans les manuels était écrit : « [l'inspiration] préserve l'écrivain sacré de toute erreur, non seulement de toute erreur dogmatique et morale, mais aussi de toute erreur historique ou scientifique ». Le séminariste devait s'en tenir au concordisme, la Bible s'accorder parfaitement avec l'histoire et la science.
L'attitude de l'Église catholique a toutefois évolué lors du pontificat de Pie XI, au sortir de « la terrible répression antimoderniste ».
Néanmoins, les positions de l'Église catholique ne changèrent rien aux travaux des ecclésiastiques engagés dans le monde scientifique, en particulier dans la recherche sur la préhistoire et les origines de l'homme (voir notamment le débat à propos d'Henri Breuil et Pierre Teilhard de Chardin).
Malgré quelques résistances antimodernistes au début du XXe siècle, la prise de position du pape Pie XII dans l'encyclique Humani generis en 1950, dans laquelle il reconnaissait explicitement que les théologiens et les scientifiques pouvaient débattre de l'origine du corps humain en tant qu'il vient d'une matière vivante préexistante, marqua un tournant.

#### Cercle de Vienne
Le cercle de Vienne (Wiener Kreis) était un groupement de savants et de philosophes formé à Vienne à partir de 1923 autour de Moritz Schlick, en vue de développer une nouvelle philosophie de la science dans un esprit de rigueur, et en excluant toute considération métaphysique. Sous le nom de "conception scientifique du monde", le programme commun caractérise un "tournant de la philosophie" Schlick. Il présente trois principes majeurs :
1. La science doit pouvoir être unifiée dans son langage et dans les faits qui la fondent. Toute connaissance scientifique, en effet, vient soit de l'expérience, soit de la « mise en forme tautologique de la pensée ».
2. La philosophie, qu'elle soit considérée comme une véritable science (Carnap, Reichenbach) ou qu'elle ne le soit pas (Schlick), se réduit à une élucidation des propositions scientifiques portant directement ou indirectement sur l'expérience, propositions que les sciences elles-mêmes ont pour tâche de vérifier. La philosophie sera donc avant tout philosophie de la science; et, s'occupant de cet aspect positif de la connaissance humaine, elle tendra vers une effective objectivité (Reichenbach, introduction au no 1 d'Erkenntnis). Afin de rendre clair le langage de la science, elle utilisera le symbolisme logique de Frege et de Russell.
3. Le succès d'une telle philosophie annonce la fin de la métaphysique : "Car il ne sera plus nécessaire de traiter des "questions philosophiques", puisque de toute question on traitera philosophiquement, c'est-à-dire dans un langage clair et pourvu de sens" (Schlick, Die Wende der Philosophie). Et les questions traditionnelles de la métaphysique apparaîtront alors comme ne portant que sur des mots dont le sens n'avait pas été suffisamment éclairci, et sur des propositions invérifiables[25].

#### École française
Louis Leprince-Ringuet, figure parmi les plus illustres physicien français s'étant penché sur la nature de la relation entre science et foi. Il contribue notamment à l'Annuaire de l'Église catholique de France. Sa réflexion porte sur la science et son éthique à partir d'une citation de Jacques Monod, extraite de sa conférence inaugurale au Collège de France.[réf. nécessaire]
Ce biologiste athée considère, comme d'autres scientifiques, que la science rapproche les hommes sur toute la planète, alors que les religions les séparent. Il semble qu'entre science et religion, il y ait de fait une différence fondamentale de nature. La science s'applique à formaliser des lois, à dire le « comment », mais elle n'explique pas le « pourquoi » de l'univers. Ainsi la prévision de nos actes ne sera jamais donnée par le développement de la recherche. Telle qu'elle se présente, la science est en soi athée : il n'y a pas de traces de Dieu dans l'immense accumulation d'études qui couvre tous les domaines de la connaissance rationnelle.
Concernant la position de l'Église, Louis Leprince-Ringuet montre que son attitude est de plus en plus ouverte mais mal connue, y compris des catholiques. Son instrument de réflexion et de dialogue réside principalement, et cela depuis 1936, dans l'Académie pontificale des sciences qui comporte 80 savants de toutes nationalités, disciplines ou confessions, dont une vingtaine de prix Nobel ; les catholiques y sont minoritaires. Elle est établie au Vatican et organise plusieurs fois par an des "semaines d'étude" ou des colloques. Le pape, tenu au courant, préside chaque automne la session plénière ; ainsi le 10 novembre 1979, il a initié le processus qui devait aboutir en 1992 à la quasi réhabilitation de Galilée.
Plus qu'une réhabilitation de Galilée (que Jean-Paul II considérait comme un « croyant sincère »), le groupe de travail voulu par Jean-Paul II est l'occasion de clarifier les relations réciproques entre la religion et la science. Aujourd'hui, l'Église catholique romaine ne se préoccupe pas des questions de structure physique de l'univers. Les questions de foi interviennent plutôt lors de l'application des théories dans la vie quotidienne.
Aux États-Unis, comme en Europe, les descriptions bibliques sont de moins en moins interprétées au pied de la lettre. Cette position, commune aux catholiques et aux protestants, est prise depuis le XIXe siècle[réf. nécessaire].

#### Position de l'Église catholique auxXXeetXXIesiècles
(16 août 2019).
Dès le début de son pontificat, le 10 novembre 1979 (centième anniversaire de la naissance d'Albert Einstein), Jean-Paul II a d'abord souhaité approfondir le cas de Galilée. Le 3 juillet 1981, il nomme une commission d'étude composée de théologiens, de savants, et d'historiens, afin de « faire disparaître la défiance que cette affaire oppose encore, dans beaucoup d'esprits, à une concorde fructueuse entre science et foi. »
Le 31 octobre 1992, la commission remet les conclusions de son rapport et Jean-Paul II fait un discours devant l'Académie pontificale des sciences :
« Ainsi la science nouvelle, avec ses méthodes et la liberté de recherche qu'elle suppose, obligeait les théologiens à s'interroger sur leurs propres critères d'interprétation de l'Écriture. La plupart n'ont pas su le faire. Paradoxalement, Galilée, croyant sincère, s'est montré plus perspicace sur ce point que ses adversaires théologiens. « Si l'Écriture ne peut errer, écrit-il à Benedetto Castelli, certains de ses interprètes et commentateurs le peuvent, et de plusieurs façons ». On connaît aussi sa lettre à Christine de Lorraine (1615) qui est comme un petit traité d'herméneutique biblique. »
Dans son message adressé à l'Académie pontificale des sciences le 22 octobre 1996, il affirma l'acceptation de la théorie de l'évolution (ou, plus exactement des théories de l'évolution, dont la théorie darwinienne) :

« Aujourd'hui, près d'un demi-siècle après la parution de l'Encyclique, de nouvelles connaissances conduisent à reconnaître dans la théorie de l'évolution plus qu'une hypothèse. Il est en effet remarquable que cette théorie se soit progressivement imposée à l'esprit des chercheurs, à la suite d'une série de découvertes faites dans diverses disciplines du savoir. La convergence, nullement recherchée ou provoquée, des résultats de travaux menés indépendamment les uns des autres, constitue par elle-même un argument significatif en faveur de cette théorie. »

« En outre, l'élaboration d'une théorie comme celle de l'évolution, tout en obéissant à l'exigence d'homogénéité avec les données de l'observation, emprunte certaines notions à la philosophie de la nature. Et, à vrai dire, plus que de la théorie de l'évolution, il convient de parler des théories de l'évolution. Cette pluralité tient, d'une part, à la diversité des explications qui ont été proposées du mécanisme de l'évolution et, d'autre part, aux diverses philosophies auxquelles on se réfère. Il existe ainsi des lectures matérialistes et réductionnistes, et des lectures spiritualistes. »

Le cardinal Paul Poupard, président du Conseil pontifical de la culture et nommé en 1981 à la tête d'une commission chargée de réexaminer le procès de Galilée, précise en effet, faisant écho à la notion de Non Overlapping Magisteria (non recouvrement des magistères (NOMA)) du paléontologue américain Stephen Jay Gould que la distinction épistémologique entre les savoirs est une condition nécessaire pour éviter des formes dommageables de confusion, cependant si la science et la foi sont des savoirs de formes profondément différentes, il n'est pas vrai de penser et d'enseigner, comme le font certains, qu'ils constituent des mondes à part et séparés, qui ne se rejoignent jamais : si l'un et l'autre ont un sens pour l'homme, c'est dans la vérité et la vérité de l'homme qu'ils deviennent, paradoxalement, des parallèles convergentes.
En 1996, le pape Jean-Paul II affirma que l'évolution était « plus qu'une hypothèse ». Ainsi, le Magistère de Église catholique refusait de soutenir les campagnes en faveur du créationnisme qui divisaient les États-Unis. En 2005, George Coyne alors, directeur de l'Observatoire du Vatican a également pris position contre le dessein intelligent (un créationnisme camouflé pour ses détracteurs) en réponse aux propos du cardinal autrichien Christoph Schönborn.
Le 14 septembre 1998, au terme du IIe millénaire, le pape Jean-Paul II a publié l'encyclique Fides et ratio, qui synthétise cette relation entre la foi et la raison. Commençant par la formule de Socrate (« connais-toi toi-même »), elle se poursuit par cette phrase :

« La foi et la raison sont comme deux ailes qui permettent à l'esprit humain de s'élever vers la contemplation de la vérité. »

Dans cette encyclique, Jean-Paul II rappelle le travail d'appropriation de la philosophie antique (Aristote) par l'Occident au cours du Moyen Âge, notamment grâce à saint Thomas d'Aquin, et la nécessité du fondement :

« Je désire seulement déclarer que la réalité et la vérité transcendent le factuel et l'empirique, et je souhaite affirmer la capacité que possède l'homme de connaître cette dimension transcendante et métaphysique d'une manière véridique et certaine, même si elle est imparfaite et analogique. /.../ Un grand défi qui se présente à nous au terme de ce millénaire est de savoir accomplir le passage, aussi nécessaire qu'urgent, du phénomène au fondement. Il n'est pas possible de s'arrêter à la seule expérience ; même quand celle-ci exprime et manifeste l'intériorité de l'homme et sa spiritualité, il faut que la réflexion spéculative atteigne la substance spirituelle et le fondement sur lesquels elle repose. Une pensée philosophique qui refuserait toute ouverture métaphysique serait donc radicalement inadéquate pour remplir une fonction de médiation dans l'intelligence de la Révélation »

Le pape Benoît XVI, successeur de Jean-Paul II, a précisé le point de vue du magistère de l'Église catholique en avril 2007 : « le christianisme a fait « l'option de la priorité de la raison créatrice au début de tout et principe de tout ». Il a ainsi rejeté la seconde option possible, celle de « la priorité de l'irrationnel selon laquelle tout ce qui fonctionne sur la terre et dans nos vies serait seulement occasionnel et un produit de l'irrationnel et affirme que « chacun de nous est le fruit d'une pensée de Dieu ». Cette prise de position ne contredit pas la théorie de l'évolution, mais refuse que cette théorie dicte la vision que l'on doit avoir de l'individu ».
La fin du XXe siècle et le début du XXIe siècle montrent une réelle volonté d'ouverture de l'Église mais réapparaissent des contradicteurs de la théorie de l'évolution, créationnistes ou partisans de l'intelligent design.

#### Scientifiques et religion auxXXesiècleetXXIesiècle
Selon le physicien Arthur Eddington, la référence à Dieu, ou à une transcendance créatrice de l'univers, est devenue envisageable pour un scientifique du XXe siècle : « La religion est devenue possible pour un scientifique raisonnable aux alentours de 1927. »

Selon l'astrophysicien Trinh Xuan Thuan, avec la confirmation récente de la théorie du Big Bang, l'hypothèse d'un Dieu transcendant, préexistant à l'univers et aux lois naturelles qu'il aurait créés, semble de plus en plus incontournable. Son raisonnement s'appuie notamment sur le fait que, loin d'être une explosion aléatoire, le Big Bang était au contraire réglé avec une précision défiant toutes les probabilités. Il explique que si une seule des constantes fondamentales de la physique (gravitation, vitesse de la lumière, zéro absolu, constante de Planck, etc) avait été un tant soit peu différente, il aurait soit donné une "soupe cosmique" homogène, incapable de donner la vie, soit implosé aussi rapidement qu'il était apparu : 
« Le réglage est d'une virtuosité époustouflante : on pourrait le comparer à l'habileté d'un archer qui réussirait à planter sa flèche au milieu d'une cible carrée de 1 centimètre de côté, éloignée de 15 milliards d'années-lumière... Pour ma part, je suis prêt à parier sur l'existence d'un être suprême. »

Selon Christian Anfinsen, prix Nobel de chimie 1972 :

« Je pense que seul un idiot peut être athée. Nous devons admettre qu'il existe une puissance ou une force incompréhensible, dotée d'une clairvoyance et d'un savoir illimités, qui a fait naître l'Univers à l'origine. » 

Selon Alfred Kastler, prix Nobel de physique 1966 :
« L'idée que le monde, l'Univers matériel s'est créé tout seul me paraît absurde ; je ne conçois pas le monde sans un créateur, donc un Dieu. Pour un physicien, un seul atome est si compliqué, si riche d'intelligence, que l'Univers matérialiste n'a pas de sens. »

Selon Robert Jastrow, astrophysicien, directeur à la NASA de 1961 à 1981
« Pour le scientifique qui a vécu en fondant sa foi sur le pouvoir de la raison, l'histoire se termine comme un mauvais rêve. Il a gravi les montagnes de l'ignorance ; il est sur le point de conquérir le plus haut sommet ; alors qu'il se hisse sur le rocher final, il est accueilli par une poignée de théologiens qui sont assis là depuis des siècles. »

##### Analyses de Russel et de Dawkins
Selon Bertrand Russell :

« L'immense majorité des hommes scientifiques éminents ne croient pas à la religion chrétienne, mais ils s'en cachent en public car ils craignent de perdre leurs revenus. »

Dans son livre Pour en finir avec Dieu et lors d'une conférence TED en 2007, Richard Dawkins explique :

« En 1998, Larson et Witham ont sondé la crème des scientifiques américains, ceux qui ont eu l'honneur d'être élu à la National Academy of Sciences, et au sein de ce groupe trié sur le volet, la croyance en un Dieu personnel n'atteint qu'un renversant 7%. Environ 20% sont agnostiques, et le reste pourrait raisonnablement être appelé athées. Des résultats similaires sont obtenus au sujet de la croyance en l'immortalité. [...] Je n'ai pas vu de chiffres équivalents pour l'élite des chercheurs dans d'autres domaines, comme l'histoire ou la philosophie, mais je serais surpris s'ils étaient différents,. »

##### Convictions religieuses des scientifiques
En 2009 aux États-Unis, un sondage de l'American Association for the Advancement of Science affirme que 51 % de scientifiques croient en une entité supérieure dont 33 % en Dieu. Selon un autre sondage, les jeunes chercheurs (moins de 34 ans) seraient plus nombreux à croire en Dieu (42 %), ou à une quelconque entité supérieure (24 %) – 32 % en Dieu et 18 % en une entité supérieure pour les 50-64 ans, par exemple.

##### Activité de la fondation Templeton
Souhaitant l'ouverture au dialogue entre science et religion, la Fondation Templeton utilise son influence financière pour encourager les chercheurs et les journalistes afin de produire des documents favorables à sa position reliant la religion à la science.